# Parafia Imienia Najświętszej Maryi Panny w Kalinie Wielkiej
Parafia Imienia Najświętszej Maryi Panny w Kalinie Wielkiej – parafia rzymskokatolicka, znajdująca się w diecezji kieleckiej, w dekanacie miechowskim.